# У гонитві за славою
«У гонитві за славою» (рос. «В погоне за славой») — радянський чорно-білий художній фільм-виробнича драма 1956 року, знятий на Свердловській кіностудії.

## Сюжет
На уральському заводі, що випускає комбайни, працюють двоє друзів — інженери Петро Ареф'єв і Олексій Єгоричев. Коли на завод приходить рекламація про дефект комбайна, начальник конструкторського бюро ставить завдання щодо внесення змін у конструкцію. Призначений старшим групи конструкторів честолюбний Єгоричев розробляє проект нового комбайна. Але виявляється, що цей проект — результат інтриг і обману: ідея належить сільському винахіднику-самоуку, якому Єгоричев сказав, що ідея інженерно неспроможна, і привласнив його креслення, а інженерне рішення ідеї — внесення змін до креслення, виконані Арєф'євим, зі студентства закоханим в Ірину — дружину Єгоричєва, який заради неї рятує кар'єру друга.

## У ролях
- Геннадій Юдін —  Петро Ареф'єв, інженер
- Юрій Саранцев —  Олексій Єгоричев, інженер
- Наталія Каташова —  Ірина, дружина Олексія
- Михайло Буйний —  Павло Григорович Шаповалов, начальник конструкторського бюро
- Костянтин Максимов —  Микола Платонович Олімпієв, співробітник конструкторського бюро
- Адольф Ільїн — Зебрін, співробітник конструкторського бюро
- Муза Крепкогорська —  Зіночка Перепьолкіна, співробітниця конструкторського бюро
- Володимир Іванов —  Костін, співробітник конструкторського бюро
- Юрій Васильєв —  Артем Точилін, сільський винахідник
- Олексій Глазирін —  Василь Костянтинович, директор заводу

## Знімальна група
- Режисер — Рафаїл Гольдін
- Сценаристи — Дмитро Васіліу, Леонід Рутицький
- Оператор — Олег Краснов
- Композитор — Микола Крюков
- Художник — Ной Сендеров